# 吳廷相
吳廷相（？年—？年），字頌賢，山東兖州府寧陽縣人，清朝政治人物。

## 生平
由乾隆十五年庚午科舉人，乾隆十九年甲戌科明通，授武城縣教諭，再任范縣，揀選知縣，知四川昭化、閬中、廣元諸縣事，乾隆三十九年五月任四川順慶府岳池縣知縣。